# Far Ghambowl
Far Ghambowl é uma cidade na província de Badaquexão, situada no nordeste do Afeganistão.